# Lachnocladium fulvum
Lachnocladium fulvum är en svampart som beskrevs av Corner 1950. Lachnocladium fulvum ingår i släktet Lachnocladium och familjen Lachnocladiaceae.   Inga underarter finns listade i Catalogue of Life.